# Jan Broschinský
Jan Broschinský (* 1. září 1985) je český fotbalový obránce, účastník Mistrovství světa ve fotbale hráčů do 20 let 2003 v Spojených arabských emirátech.

## Klubová kariéra
Odchovanec libereckého fotbalu. Během své dosavadní kariéry vystřídal mnoho klubů:
- 2003-2005 FC Slovan Liberec
- 2005-2006 FK Chmel Blšany
- 2006-2007 FC Zenit Čáslav
- 2007-2008 FC Slovan Liberec
- 2008 FK Varnsdorf
- 2008-2009 FC Nitra
- 2009 FK Arsenal Česká Lípa
- 2009-2010 SK Kladno
- 2010 FK Arsenal Česká Lípa
- 2010-2011 FC Graffin Vlašim
- 2011 FK Arsenal Česká Lípa

Prvoligových zápasů odehrál 38, gól se mu nepodařilo vstřelit. V českolipském Arsenalu je v letech 2012-2013 kapitánem týmu.
O pondělcích se věnuje (od září 2012) trénování mladých fotbalistů na jedné ze škol v České Lípě.

## Reprezentace
Reprezentoval ČR na Mistrovství světa hráčů do 20 let 2003 ve Spojených arabských emirátech, kde český tým po remízách 1:1 s Austrálií a Brazílií a porážce 0:1 s Kanadou obsadil nepostupové čtvrté místo v základní skupině C.